# BMG Rights Management
BMG Rights Management (kurz BMG) ist ein internationales Musikunternehmen mit Hauptsitz in Berlin. Es vereint diverse Aktivitäten eines Musikverlags mit denen eines Plattenlabels. BMG wurde 2008 im Anschluss an den Ausstieg von Bertelsmann bei Sony BMG gegründet.
Stand Februar 2025 befindet sich die Firma zu 100 % im Besitz von Bertelsmann und ist einer von acht Unternehmensbereichen des Konzerns.
Zum Portfolio gehören beispielsweise Rechte an Werken der Rolling Stones, Tina Turner, Jason Aldean David Bowie, Chrissie Hynde, Nena, Roger Waters, Iggy Pop, Louis Tomlinson, Quincy Jones und Lenny Kravitz.

## Geschichte

### Musik bei Bertelsmann
In den 1950er Jahren stieg Bertelsmann in den Musikmarkt ein, als es den Lesering um Tonträger erweiterte. Unter dem Namen Ariola wurde ein Plattenlabel aufgebaut, dazu kam das Presswerk Sonopress. 1975 eröffnete Ariola eine Niederlassung in den Vereinigten Staaten. Durch den Kauf von Arista Records (1979) und RCA Records (1985) wuchs Bertelsmann zu einem der größten Musikkonzerne weltweit. Die diversen Tochtergesellschaften wurden 1987 in der Bertelsmann Music Group (BMG) zusammengefasst. Diese bediente verschiedenste Genres, neben der Volks- und Popmusik bildete beispielsweise klassische Musik einen Schwerpunkt.
Als Reaktion auf rückläufige Umsätze im gesamten Musikmarkt vereinbarten Bertelsmann und Sony im Jahr 2003 die Zusammenlegung ihrer Musikgeschäfte unter dem Namen Sony BMG. Darüber hinaus veräußerte Bertelsmann 2006 seine Tochtergesellschaft BMG Music Publishing an Vivendi. Da die Geschäftsmodelle etablierter Musikverlage und Plattenfirmen dem digitalen Wandel der Musikbranche nicht mehr gerecht wurden, trennte sich Bertelsmann im Jahr 2008 von seiner Beteiligung an Sony BMG. Daraufhin wurde das Unternehmen in Sony Music Entertainment umbenannt.

### Neugründung und internationale Expansion
Bertelsmann gründete die neue BMG am 1. Oktober 2008 mit einem kleinen Portfolio an Musikrechten von rund 200 Künstlern, das man von Sony BMG übernommen hatte. Das Geschäftsmodell wurde auf Fairness, Service und Transparenz ausgerichtet. Der Firmensitz wurde in Berlin angesiedelt.
Da Bertelsmann die für den Aufbau erforderlichen Investitionen nicht alleine finanzieren konnte, wurde 2009 der Finanzinvestor Kohlberg Kravis Roberts & Co. (KKR) mit 51 % an BMG beteiligt. Bertelsmann behielt 49 % und stellte das Management.
Bertelsmann erklärte zunächst, die neue BMG werde sich auf den europäischen Broadcast-Markt konzentrieren. Nach dem Einstieg von KKR rückte die internationale Expansion in den Fokus des Unternehmens. Hierfür war der Erwerb von Cherry Lane Music Publishing im Jahr 2009 entscheidend, wodurch BMG ein erstes Standbein in den Vereinigten Staaten erhielt. 2010 tätigte BMG weitere Zukäufe, unter anderem von Evergreen Copyright Acquisitions.
2011 wurde Bug Music von BMG erworben, 2012 folgte der Musikverlag R2M Music. Zusätzlich gab es Berichte über das Interesse von Bertelsmann an der EMI Group, die schließlich aber von Universal Music übernommen wurde. Die Kartellbehörden erließen diverse Auflagen, darunter den Verkauf einiger Labels. BMG erhielt auf diesem Weg Zugriff auf Mute Records (2012) und Sanctuary Records (2013). Beide Akquisitionen erweiterten das Portfolio um Musikaufnahmen der 1960er, 1970er und 1980er Jahre.

### Aufstieg zum Konzernbereich und Übernahmen

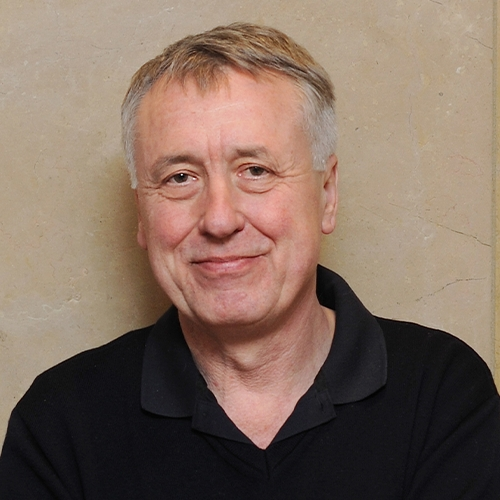
Hartwig Masuch, Gründungs-CEO BMG Rights Management (2008–2023)

2013 beendete KKR sein Engagement bei BMG. Damit wurde Bertelsmann vier Jahre nach dem Einstieg des Finanzinvestors alleiniger Gesellschafter. Unter der Führung des Vorstandsvorsitzenden Thomas Rabe, der bereits während seiner Amtszeit als Finanzvorstand den Aufbau von BMG maßgeblich vorangetrieben hatte, erklärte Bertelsmann die Musik wieder zu einem strategischen Wachstumsfeld.
2013 begann das Unternehmen, die Rechte an Werken von Robbie Williams und den Rolling Stones zu vertreten. Außerdem wuchs das Portfolio durch Übernahmen von Musiklabels wie Union Square Music, Vagrant Music und Infectious Music (2014), aber auch S-Curve Records und Rise Records (2015). 2016 kamen unter anderem das Label ARC Music und der Katalog von The End Records zu BMG. Mit der Akquisition von Basement startete BMG in Brasilien, eine der Wachstumsregionen von Bertelsmann. Des Weiteren schloss BMG eine exklusive Vereinbarung mit der Alternative Distribution Alliance von Warner Music über die physische und digitale Verbreitung von Musik. Auf dieser Grundlage konsolidierte BMG seine historisch gewachsene Vertriebsstruktur. In Kooperation mit Alibaba expandierte BMG in den chinesischen Markt. Der Internetkonzern sollte künftig Musiker und Komponisten über seine Webkanäle vertreiben und eine korrekte Lizenzierung sicherstellen.
Im Geschäftsjahr 2015 gehörte BMG zum Bereich Corporate Investments bei Bertelsmann. 2016 erhob der Konzern seine Tochtergesellschaft zu einem unabhängigen Unternehmensbereich. BMG gilt bis heute als Paradebeispiel für den Auf- und Ausbau von Wachstumsplattformen bei Bertelsmann.
2017 gab BMG den Kauf der BBR Music Group bekannt, einschließlich der Labels Broken Bow Records, Red Bow Records, Stoney Creek Records, Wheelhouse Records und des Musikverlags Magic Mustang Music. Mit einem Volumen von mehr als 100 Millionen Dollar handelte sich um die größte Tonträger-Übernahme in der Firmengeschichte. BMG verbesserte seine Position im Bereich der Country-Musik und sicherte sich dauerhaft eine Präsenz in der Musikindustrie Nashvilles sowie generell Einfluss auf dem US-amerikanischen Markt.
Im August 2022 wurde das größte deutsche Schlagermusiklabel Telamo übernommen.

## Unternehmensstruktur

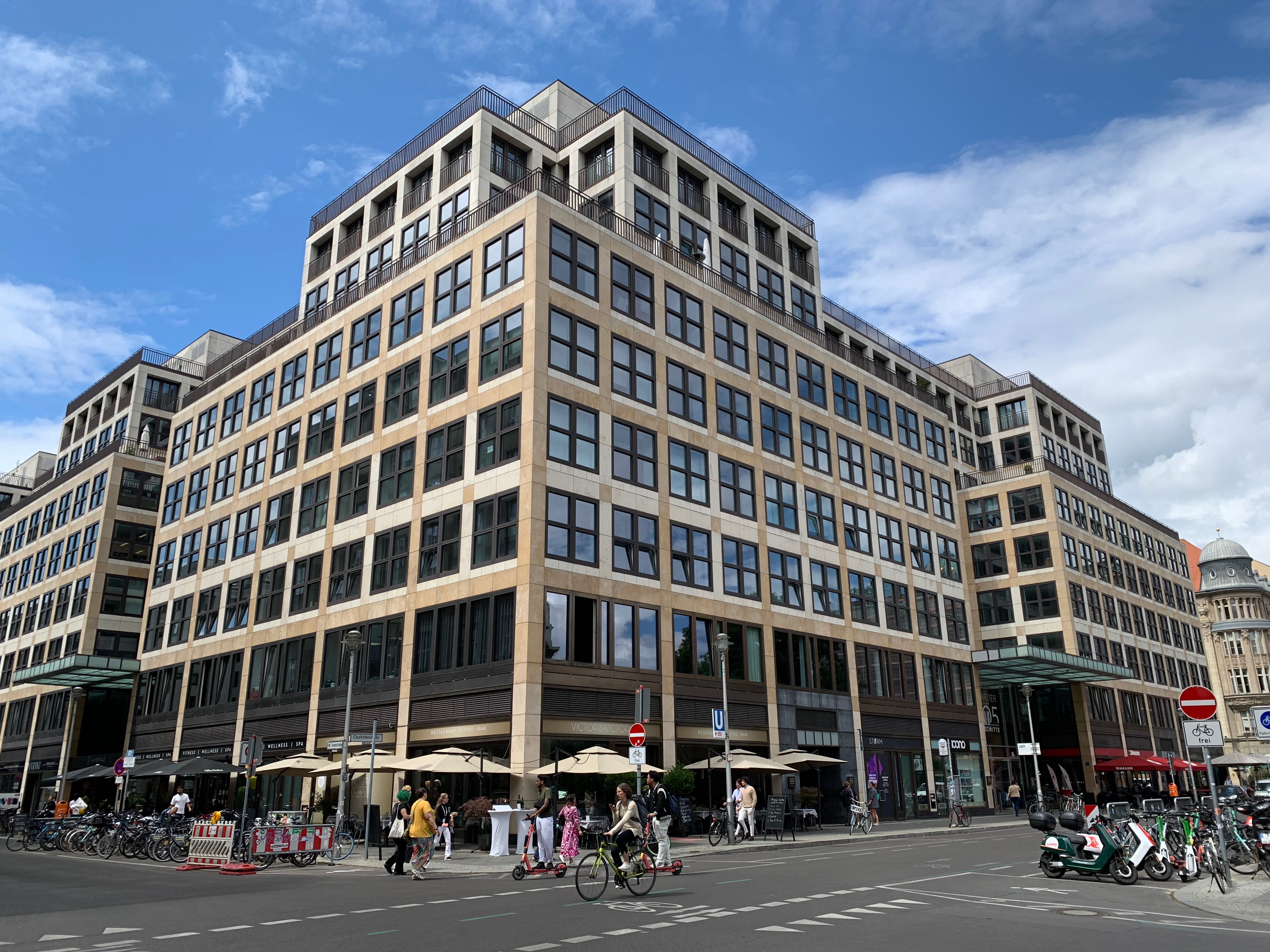
Quartier 205 in Berlin-Mitte, in dem sich die Zentrale von BMG befindet (2023)

Dachgesellschaft von BMG ist die BMG Rights Management GmbH, eine Gesellschaft mit beschränkter Haftung nach deutschem Recht. Gegenstand des Unternehmens sind „der Vertrieb sowie die Entwicklung und Lieferung von Musik“ zur Verwendung in Medien, bei Konzerten oder aus anderem Anlass. Zu BMG gehören zahlreiche Tochtergesellschaften und Beteiligungen, wie etwa die BMG Rights Management (Europe) GmbH. BMG ist neben Deutschland in Australien, Brasilien, China, Frankreich, Großbritannien, Italien, Kanada, Spanien, den Vereinigten Staaten sowie den Benelux-Ländern und dem skandinavischen Raum präsent.

### Geschäftsführung
Seit 1. Juli 2023 ist Thomas Coesfeld Chief Executive Officer des Musikunternehmens. Der bisherige CFO von BMG übernahm das Amt von Gründungs-CEO Hartwig Masuch. Neben Coesfeld besteht die Geschäftsführung von BMG aus Mathis Wolter (Chief Financial Officer), Sebastian Hentzschel (Chief Operating Officer), Dominique Casimir (Chief Content Officer) und Nikola Holle-Spiegel (Chief Human Resources Officer). Coesfeld ist gleichzeitig Mitglied des erweiterten Vorstands (Group Management Committee) von Bertelsmann.

### Umsatz
Im Geschäftsjahr 2022 erwirtschaftete BMG rund 866 Millionen Euro. Das Operating EBITDA betrug 195 Millionen Euro. Die EBITDA-Marge stieg auf 22,5 Prozent, der Erlösanteil digitaler Geschäfte am Gesamtumsatz von BMG auf 70 Prozent.

## Geschäftsmodell
BMG bietet Musikern die Dienstleistungen, die üblicherweise von Musikverlagen und Plattenfirmen angeboten werden. Im Gegensatz zu seinen Hauptkonkurrenten werden sie unter einem Dach und über die gleiche Technologieplattform betrieben. Diese integrierte Struktur und ihr erklärtes Ziel, alle ihre Büros international durch eine Matrix-Managementstruktur zu integrieren, sind auf maximale Effizienz ausgerichtet. In jüngster Zeit hat sie auch Film, Fernsehen und Bücher in ihr Angebot aufgenommen.

### Publishing
BMG Publishing vertritt die Rechte von Songwritern wie Mick Jagger, Keith Richards, Kylie Minogue, Ringo Starr, Nena, Roger Waters, Alice Merton, Billy Idol, Cat Stevens, Poo Bear, Aphex Twin, Bebe Rexha, Bruno Mars, Iggy Pop, Bibi Bourelly, Jean Michel Jarre, Jess Glynne, David Bowie, Bring Me the Horizon, Death Cab for Cutie, Kings of Leon, George Ezra, Johnny Cash, Robbie Williams, Tame Impala und vielen anderen.
Darüber hinaus vertritt die BMG einige der größten Verlagskataloge im Musikbereich wie zum Beispiel Chrysalis, Virgin, R2M Music, Talpa Music, Union Square Music, Cherry Lane, Francis Dreyfus Music, Alberts, Blondie, Adage IV, Bug Music und Primary Wave.

### Recordings
BMG Recordings umfasst Künstler wie Dido, Kontra K, Kylie Minogue, Jason Aldean, A Perfect Circle, Lenny Kravitz, Max Giesinger, blink-182, Blondie, Good Charlotte, Cypress Hill, Roger Waters, Bryan Ferry, Richard Ashcroft, Fatboy Slim, Marianne Faithfull, The Kinks, Morrissey, Ry X, Nakhane, Adel Tawil, Scorpions, KitschKrieg und The Prodigy.
Rise Records, Mute Records, Trojan Records, Vagrant, Union Square Music, Sanctuary Records, S-Curve Records, Infectious und die BBR Music Group sind Marken der BMG.

## Auszeichnungen
- 2016, 2017, 2018: „Independent Publisher of the Year“ der American Society of Composers, Authors and Publishers[90][91][92]
- 2018: „Production Music Awards“ für BMG Production Music[93]
- 2018: „Publisher of the Year“, A&R Awards, Vereinigtes Königreich[94]